# Боровинка (сорт яблук)

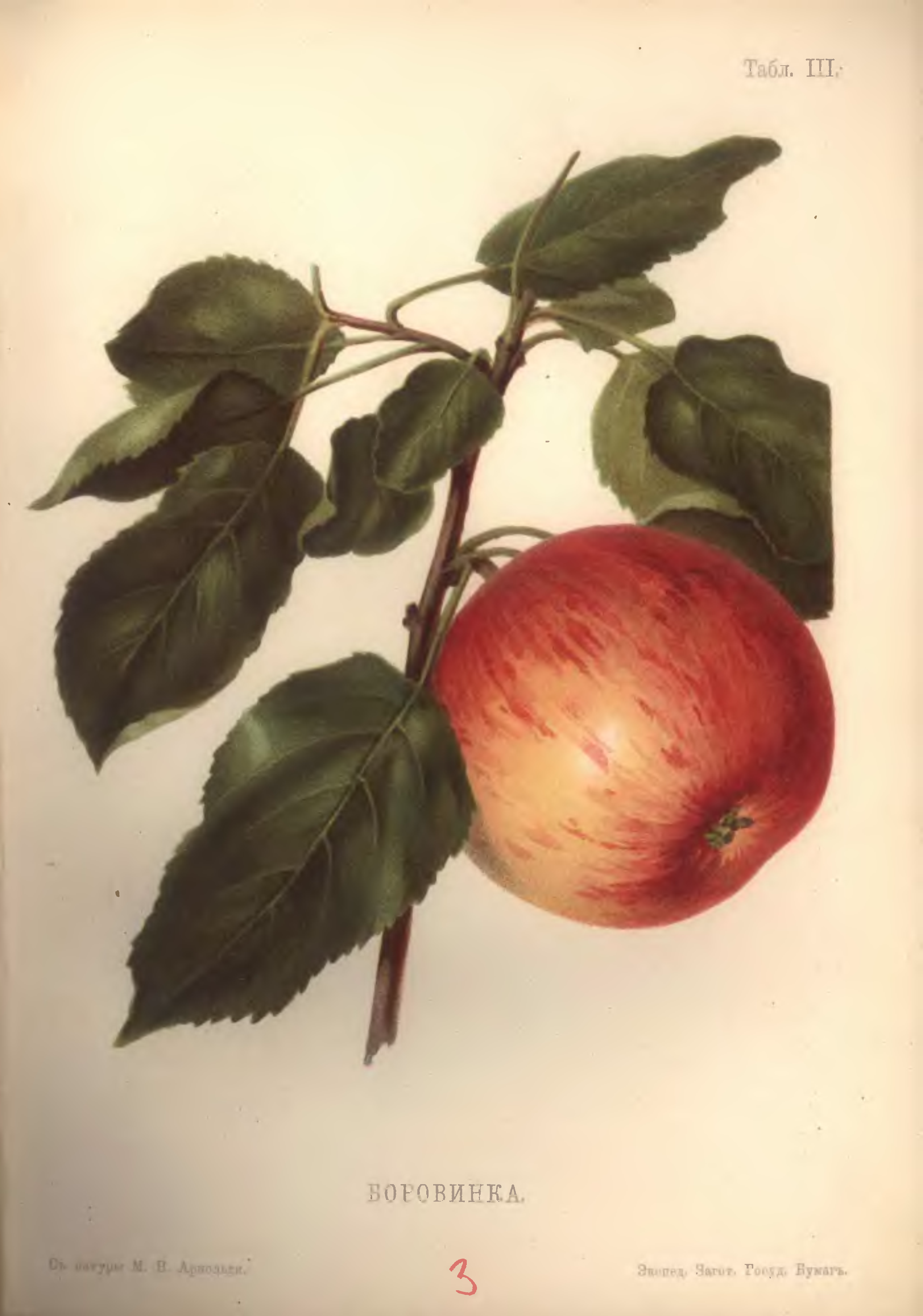
"Атлас плодов", 1906

Боровинка (Боровинка крапчаста, Харламівське, Ольденбургське, Герцогиня Ольденбургська) — стародавній (більше двохсот років) російський літній сорт яблуні. Здавна поширений і в Україні, особливо в Лісостепу і на Поліссі.

## Опис сорту
Дерева в молодому віці сильнорослі, але через швидкий початок плодоношення та щорічне навантаження врожаєм з віком досягають лише середніх розмірів. Цей сорт невибагливий, і ґрунтові умови його особливо не хвилюють, але за відсутності вологи плоди стають дрібними і навіть можуть обсипатися. Яблука з'являються на п'ятий рік.. Дерева середньоветвисті, підмерзають лише в особливо суворі зими, добре формуються у вигляді пальмет. Плоди у вологі роки можуть дуже сильно пошкоджуватися паршею.
У молодому віці вони рясні, але з роками дерева переходять на періодичне плодоношення (через рік). Урожай з дорослого дерева досягає 200 кг.Особливістю Боровинки є крихкість деревини, тому сучки її під вагою врожаю можуть обламуватися; біологічна зв'язка гілок з провідником «містками» усуває цей недолік.
Плоди цієї яблуні — досить великі (на молодих деревах — до 200, на старих, давно плодоносних — до 140 г), плоскокруглі, світло-жовті з вишнево-червоними штрихами, соковиті, кисло-солодкі. Дозрівають в середині серпня. Їх споживча стиглість майже збігається зі знімною, смачніші після тижневої лежки. Тривалість зберігання два — три тижні. В охолодженому стані — 2-2,5 місяців.
Яблука придатні до споживання свіжими, транспортабельні, крім того, є високоякісною сировиною для виготовлення сушні, соків, повидла.

## Переваги та недоліки
Висока зимостійкість, швидкоплідність та щорічна врожайність в молодому віці.
Недолікиуражається в сирі роки паршею, обсипається в посушливі періоди.